# Cetera
Pour les articles homonymes, voir Cetera (homonymie).
La cetera est la variante corse du cistre, un instrument de musique à cordes pincées. Cetera (ou Cetara) est la traduction de « cistre » en langue corse. 
Depuis les années 1970 une quinzaine d'instruments ont été répertoriés, dont le plus ancien, probablement du XVIIe siècle, a été découvert au village de Merusaglia. Une copie en a été reconstituée dans l'atelier du luthier italien Bartolomeo Formentelli à l'initiative de la CORSICADA, association d'artisans de Pigna en Balagne.
La cetera est un instrument de musique faisant partie du patrimoine corse.

## Lutherie
La caisse est à fond plat. Elle est montée de 8 ou 4 chœurs de cordes. Les cordes métalliques sont couplées à l'unisson ou l'octave.
Elle est de nouveau fabriquée depuis les années 1980 par des luthiers insulaires : à Pigna par Ugo Casalonga et à Bastia par Christian Magdeleine. 

## Jeu
On utilise la technique du plectre pour cet instrument, mais on peut employer également celle du luth ou bien encore celle de la guitare en utilisant un médiator.
Chaque technique a ses avantages et ses inconvénients : le plectre sur la corde donne une attaque claire et puissante, rythmique et percussive tout comme les joueurs de Oud appliquant la technique ancestrale du luth médiéval ; le contact de la corde au doigt donne de la douceur, du relief et permet un jeu arpégé et tendant vers un répertoire à plusieurs voix ou soliste.
La cetera corse, probablement introduite dans l'île au XVIIe siècle alors que la Corse est génoise, dispose traditionnellement de 8 chœurs.
L'accord d'origine a été complètement perdu mais aujourd'hui on peut trouver plusieurs accords qui sont pour les plus utilisés : 
– du chœur le grave au plus aigu : Do, Ré, Mib, Fa, Sol, Sol, Ré, Sol.
– l'accord du cistre renaissance : Sol, La, Do, Ré, La (ou Si), Sol, Ré, Mi.
On fabrique également des cetere à 4 ou 5 chœurs.

## La Cetera aujourd'hui
Le premier artisan luthier à avoir repris la fabrication de la traditionnelle cetera corse est Michel Buresi fin des années 70. 
Aujourd'hui d'autres luthiers ont repris le flambeau comme Ugo Casalonga, dans son atelier "Casa-Liutaiu" à Pigna ou Christian Magdeleine dans son atelier "Liutera" à Bastia.